# Cryptops illyricus
Cryptops illyricus är en mångfotingart som beskrevs av Karl Wilhelm Verhoeff 1933. Cryptops illyricus ingår i släktet Cryptops och familjen Cryptopidae.
Artens utbredningsområde är Italien. Inga underarter finns listade i Catalogue of Life.